# Jacek Augustyn Łopacki
Jacek Augustyn Łopacki (ur. 28 sierpnia 1690 w Krakowie, zm. 12 lipca 1761 tamże) – lekarz, ksiądz rzymskokatolicki, archiprezbiter kościoła Najświętszej Panny Marii w Krakowie.

## Życiorys
Był synem lekarza i profesora Akademii Krakowskiej Jacka Łopackiego i jego drugiej żony Elżbiety Kencówny, przyrodnim bratem Stanisława Antoniego. Studiował na Akademii Krakowskiej uzyskując w 1709 doktorat z filozofii. W latach 1709–1711 studiował medycynę w Padwie uzyskując doktorat. W latach 1711–1719 przebywał w Rzymie, gdzie w Szpitalu św. Ducha odbywał praktykę w zakresie anatomii i chirurgii, następnie powrócił do Krakowa. W 1723 otrzymał godność archiprezbitera kościoła Mariackiego w Krakowie i przyjął święcenia kapłańskie. W 1726 został kanonikiem krakowskim, następnie kanonikiem sandomierskim oraz proboszczem w Popradzie na Spiszu. W 1727 uzyskał stopień doktora teologii jednocześnie prowadząc praktykę lekarską, był lekarzem magnaterii i biedoty, działał w Arcybractwie Miłosierdzia, w 1729 został starszym Arcybractwa. W latach 1731–1760 z ramienia kapituły nadzorował prace w katedrze wawelskiej, prowadzone wg projektu Franciszka Placidiego. W latach 1750–1753 dobudował zachodnią kruchtę kościoła Mariackiego również wg projektu Placidiego. Zlecił Andrzejowi Radwańskiemu wykonanie polichromii do kościoła Mariackiego, ufundował barokowe ołtarze zatrudniając do namalowania obrazów Łukasza Orłowskiego i Dominika Estreichera, epitafia, wzbogacił skarbiec kościoła, planował w 1761 zastąpienie Ołtarza Wita Stwosza nowszym barokowym. W 1757 odbudował Wikarówkę. Z polecenia biskupów krakowskich wizytował krakowskie szpitale, w 1738 Szpital św. Ducha, rozpoczął budowę Szpitala św. Łazarza dla najuboższych. 20 kwietnia 1758 przekazał Radzie Miejskiej swój księgozbiór celem utworzenia w Krakowie biblioteki publicznej.

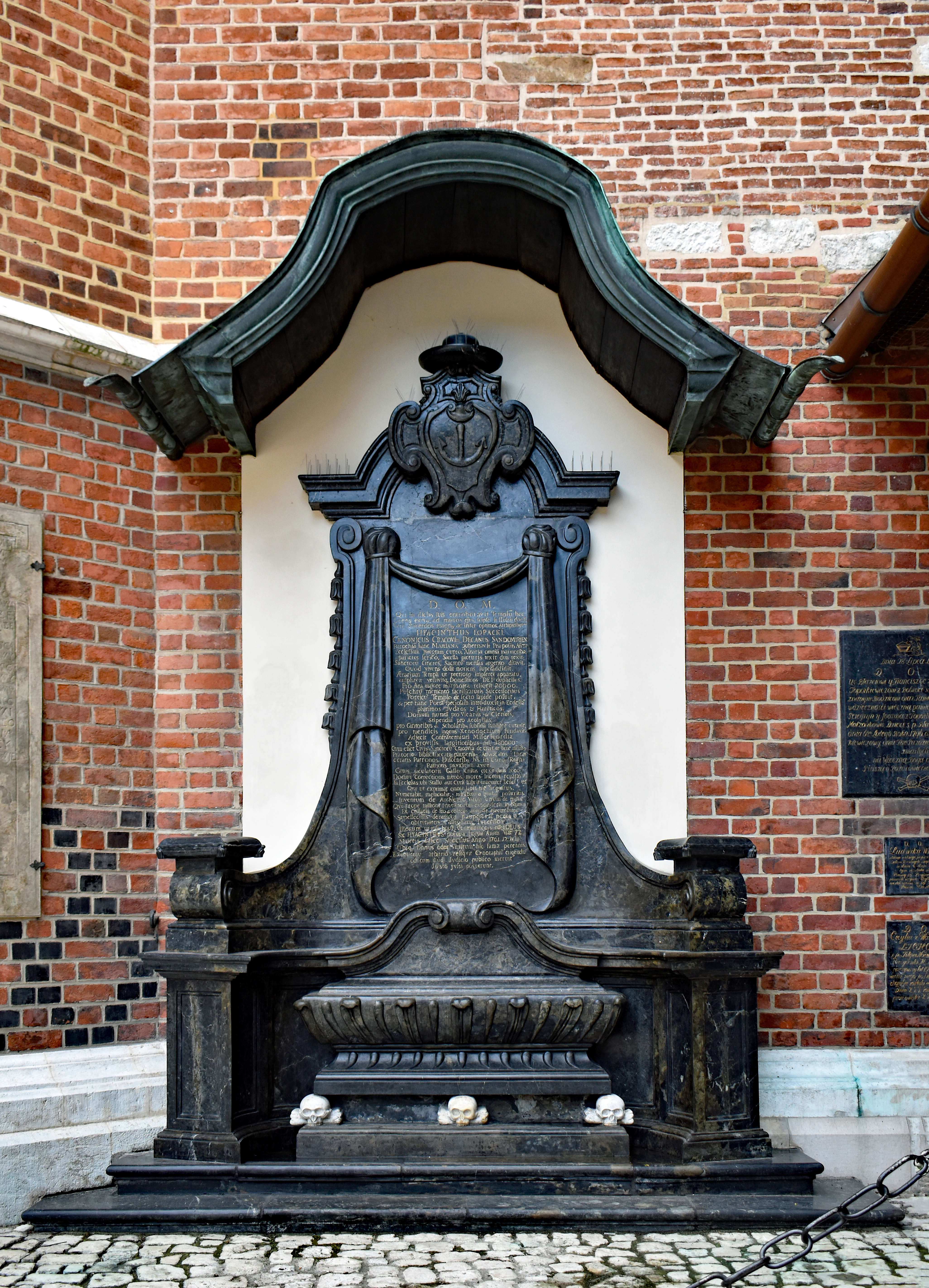
Grobowiec przy wejściu do prezbiterium kościoła Mariackiego

W 1748 wybito medal na jego cześć. Został pochowany na cmentarzu przy kościele Mariackim, przy wejściu do prezbiterium kościoła Mariackiego zachował się nagrobek z czarnego marmuru dębnickiego.